# Wapen van Haastrecht

Wapen van Haastrecht

Het wapen van Haastrecht werd op 24 juli 1816 door de Hoge Raad van Adel aan de gemeente Haastrecht in gebruik bevestigd. Op 1 januari 1985 werd Haastrecht onderdeel van de nieuwe gemeente Vlist. Het wapen van Haastrecht is daardoor komen te vervallen. In het wapen van de gemeente Vlist is het drietal torens of kasteel overgenomen uit het wapen van Haastrecht. Sinds 1 januari 2015 valt het gebied onder de gemeente Krimpenerwaard. In het wapen van Krimpenerwaard werd het kasteel opgenomen, zoals voorkomend op het wapen van Haastrecht.

## Blazoenering
De blazoenering van het wapen luidde als volgt:
Van lazuur beladen met een toren en verzeld ter wederzijde van een kleineren, alles van goud.
De heraldische kleuren zijn lazuur (blauw) en goud (geel). Deze kleuren zijn rijkskleuren.
Wat betreft het kasteel vertoont het wapen gelijkenis (maar is niet verwant met) met het wapen van Gorinchem.

## Geschiedenis
Het wapen is afgeleid van het stadszegel, waarvan de oudste afdruk dateert uit 1430. Op dit zegel waren de drie torens nog met muren aan elkaar verbonden. Een later zegel toont drie losse torens, wat overgenomen is op het wapen.  Waarschijnlijk zijn de kleuren bij de aanvraag niet gespecificeerd en is het wapen daarom verleend in de rijkskleuren lazuur (blauw) met goud. Het op het wapen geplaatste drietal torens of kasteel verwijst naar het 14de-eeuwse kasteel, zoals dit in Haastrecht aanwezig was.

## Zichtbaarheid
Het wapen is zichtbaar op het bordes voor het Stadhuis van Haastrecht, waar een leeuw aan de linkerzijde het wapen draagt. Het kasteel, zoals voorkomend op het wapen, is ook zichtbaar in de versiering van een fronton boven de deur van voormalig brandspuithuisje naast de Hervormde Kerk in Haastrecht.

## Verwante wapens

Het wapen van voormalige gemeente Vlist, met linksboven het kasteel
Het wapen van gemeente Krimpenerwaard, met linksboven het kasteel

Ter Aar
· Aarlanderveen
· Abbenbroek
· Abtsregt
· Alkemade
· Alphen
· Ameide
· Ammerstol
· Arkel
· Asperen
· Benthuizen
· Bergambacht
· Bergschenhoek
· Berkel en Rodenrijs
· Berkenwoude
· Bernisse
· Biert
· Binnenmaas
· Bleiswijk
· Bleskensgraaf
· Bleskensgraaf en Hofwegen
· Bodegraven
· Boskoop
· Brandwijk
· Brielle
· Broek, Thuil en 't Weegje
· Charlois
· Cillaarshoek
· Cromstrijen
· De Lier
· De Mijl
· Delfshaven
· Den Bommel
· Dirksland
· Driebruggen
· Dubbeldam
· Everdingen
· Geervliet
· Giessen-Nieuwkerk
· Giessenburg
· Giessendam
· Giessenlanden
· Goedereede
· Gouderak
· Goudriaan
· Goudswaard
· Graafstroom
· 's-Gravendeel
· 's-Gravenzande
· Groot-Ammers
· Groote Lindt
· Haastrecht
· Hagestein
· Hardinxveld
· Hazerswoude
· Heenvliet
· Heer Oudelands Ambacht
· Heerjansdam
· Hei- en Boeicop
· Heinenoord
· Hekelingen
· Hekendorp
· Herkingen
· Hillegersberg
· Hellevoetsluis
· Hodenpijl
· Hoek van Holland
· Hof van Delft
· Hoogblokland
· Hoornaar
· IJsselmonde
· Jacobswoude
· Kamerik
· Katendrecht
· Kedichem
· Kethel en Spaland
· Kijfhoek
· Klaaswaal
· Kleine Lindt
· Korendijk
· Koudekerk aan den Rijn
· Kralingen
· Krimpen aan de Lek
· Lange Ruige Weide
· Langerak
· Leerbroek
· Leerdam
· Leidschendam
· Leimuiden
· Lekkerkerk
· Lexmond
· Liemeer
· Loosduinen
· Liesveld
· Maasdam
· Maasland
· Meerkerk
· Melissant
· Middelharnis
· Mijnsheerenland
· Moerkapelle
· Molenaarsgraaf
· Molenwaard
· Monster
· Moordrecht
· Naaldwijk
· Nederlek
· Niemandsvriend
· Nieuw-Beijerland
· Nieuw-Helvoet
· Nieuw-Lekkerland
· Nieuwe-Tonge
· Nieuwenhoorn
· Nieuwerkerk aan den IJssel
· Nieuwland
· Nieuwpoort
· Nieuwveen
· Noordeloos
· Noordwijkerhout
· Nootdorp
· Numansdorp
· Onwaard
· Ooltgensplaat
· Oostflakkee
· Oostvoorne
· Ottoland
· Oud-Alblas
· Oud-Beijerland
· Ouddorp
· Oude-Tonge
· Oudenhoorn
· Ouderkerk
· Ouderkerk aan den IJssel
· Oudewater
· Oudshoorn
· Overschie
· Papekop
· Pernis
· Peursum
· Piershil
· Pijnacker
· Poortugaal
· Puttershoek
· Reeuwijk
· Rhoon
· Rijnsaterwoude
· Rijnsburg
· Rijnwoude
· Rijsoord
· Rockanje
· Roxenisse
· Rozenburg
· Sandelingen-Ambacht
· Sassenheim
· Schelluinen
· Schiebroek
· Schipluiden
· Schoonhoven
· Schoonrewoerd
· Schuddebeurs en Simonshaven
· Sint Anthoniepolder
· Sint Maartensregt
· Sluipwijk
· Sommelsdijk
· Spijkenisse
· Stad aan 't Haringvliet
· Stellendam
· Stolwijk
· Stompwijk
· Stormpolder
· Streefkerk
· Strevelshoek
· Strijen
· Ter Aar
· Tienhoven
· Valkenburg
· Veur
· Vianen
· Vierpolders
· Vlaardingerambacht
· Vliet
· Vlist
· Voorburg
· Voorhout
· Vrijenban
· Waarder
· Warmond
· Wateringen
· Westmaas
· Westvoorne
· Wieldrecht
· Wijngaarden
· Woerden
· Woubrugge
· 't Woudt
· Zederik
· Zegwaart
· Zevenhoven
· Zevenhuizen
· Zevenhuizen-Moerkapelle
· Zouteveen
· Zuid-Beijerland
· Zuidbroek
· Zuidland
· Zwammerdam
· Zwartewaal

Heerlijkheidswapens:
ter Aa
· Albrandswaard
· Biesland
· Cromstrijen
· Duivenvoorde
· 's-Gravenambacht
· Hoog- en Wout-Harnas
· Langerak bezuiden de Lek
· Lek en Stormpolder
· Nederslingeland
· West-Nieuwland
· Oosterwijk
· Spieringshoek
· Vliet
· Voshol
· Vrijenban
· Vrijenhoeve
· Wieldrecht